# The Bends
The Bends — второй студийный альбом британской рок-группы Radiohead, вышедший в свет 13 марта 1995 года. Стал трижды платиновым в Британии.
Несмотря на достаточно чёткую брит-поп-направленность многих композиций (одноимённой «The Bends», «High and Dry», «Bones», «Just»), The Bends впервые показывает стремление группы к поиску и мультижанровости — впервые группа экспериментирует с клавишными («Planet Telex»), с музыкальным размером («Nice Dream»), типом аранжировок — от чисто роковых пассажей в Just до «райских» переливов органа в «Fake Plastic Trees» (на заднем плане). Последняя композиция стала одной из любимых песен поклонников Radiohead, практически постоянно исполняется самой группой, а также — периодически — многими другими исполнителями, среди которых — Аланис Мориссетт, Пи Джей Харви, акустический дуэт Show of Hands и многие другие.

## Песни
- Planet Telex. От первоначального названия песни — «Planet Xerox» — в силу авторских прав пришлось отказаться[12].
Planet Telex была записана в тот момент, когда Том был не совсем трезв после похода группы в ресторан по случаю выходного у студийного персонала по питанию. В итоге Том записывал вокал лёжа на полу, пододвинув к себе микрофон. 
В Planet Telex группа впервые использует клавишные, которые в силу особой атмосферы, создаваемой эффектом тремоло, перекликаются с музыкальном рисунком клавишных OK Computer и следующих альбомов, возможно, яснее, чем с преобладающим гитарным звучанием самого The Bends.
- My Iron Lung представляет собой, пожалуй, один из наиболее роковых номеров Radiohead. В гитарной секвенции открывающей композицию (да и в построении композиции в целом), многие усматривают сходство с мотивами Nirvana.

На заре своей истории Radiohead неизбежно сравнивали с американским гранж-коллективом. Йорка называли преемником Кобейна, а саму группу — «британской Нирваной». Кричащая эмоциональность Йорка, вкупе с безжалостностью гитарных пассажей Джонни не могли не вызывать подобных ассоциаций, несмотря на куда большую лиричность и эклектичность стиля Radiohead. По прошествии времени Radiohead стали группой, с которой уже стали сравнивать других.
- В Bones Йорк демонстрирует свою «фирменную» способность к «сплавлению» музыки и голоса в регистре тенора (строки — And I used to fly like Peter Pan/All the children flew when I touched their hands).
- Just была написана Томом Йорком в рамках соревнования с Джоном Гринвудом — кто из них напишет песню с наибольшим количеством аккордов, вследствие чего песня крайне сложна в исполнении. В 2007 NME поместил песню, под номером 34, в свой список «50 величайших Инди-гимнов» (50 Greatest Indie Anthems Ever).
- Street Spirit и вышедшая через 6 лет в альбоме Amnesiac Knives out представляют собой ярчайшие примеры одной из сторон стиля Radiohead — мрачное, пессимистичное содержание за «сладкими», почти поп-балладными переборами гитары. В одном из своих интервью Йорк сетовал на фанатов, воспринимающих Street Spirit слишком легко, добавляя при этом, что песня повествует на самом деле о «полной безысходности». Эта безысходность всё же несколько нивелируется последней строкой песни, которую как настойчивую просьбу повторяет Йорк — «Immerse your soul in love» («Погрузись душой в любовь»).

## Список композиций
Авторство всех песен — Radiohead
1. Planet Telex — 4:19
2. The Bends — 4:04
3. High and Dry — 4:20
4. Fake Plastic Trees — 4:51
5. Bones — 3:08
6. (Nice Dream) — 3:54
7. Just — 3:54
8. My Iron Lung — 4:37
9. Bullet Proof… I Wish I Was — 3:29
10. Black Star — 4:07
11. Sulk — 3:43
12. Street Spirit (Fade Out) — 4:12

## Участники записи
Radiohead:
- Том Йорк — вокал, гитара, фортепиано, струнные
- Джонни Гринвуд — гитара, клавишные, фортепиано, орган, струнные, блок-флейта
- Эд О’Брайен — гитара, бэк-вокал
- Колин Гринвуд — бас-гитара
- Фил Селуэй — ударные

Приглашённые музыканты:
- Кэролайн Лавель[англ.] — виолончель
- Джон Матиас — альт, скрипка